# 이융준
원자 이융준(元子 李隆俊, 1858년 11월 22일(음력 10월 17일) ~ 1859년 5월 25일(음력 4월 23일))은 조선 후기의 왕자로, 철종(哲宗)의 유일한 적장자이자 영은부원군 김문근의 딸 철인왕후 김씨 소생이다. 철종실록에는 원자(元子)라고 등재되었으나 이름이 전하지 않다가 승정원일기의 1859년 1월 27일에 아버지 철종의 왕명으로 그의 소명(小名)을 지은 기록이 전한다. 그의 이름은 조선왕조실록에는 없었지만 승정원일기에 지은 기록이 나타나 알려지게 되었다.
태어난지 6개월만에 알 수 없는 이유로 사망했다. 그는 효종 계통의 마지막 실제 남자 혈육이자, 영조의 마지막 실제 남자혈육이었다. 그의 상(喪)이 철종의 명으로 국상으로 거행된 기록까지만 나타나고, 매장지와 시호 여부는 미상이다.

## 생애
1858년(철종 9) 음력 10월 17일 신시(오후 4시) 창덕궁(昌德宮)의 대조전(大造殿)에서 철종과 영은부원군 김문근의 딸 철인왕후 김씨의 아들로 태어났다. 그가 태어나기 전 아버지 철종의 후궁인 서모 귀인 박씨(貴人 朴氏)에게서 1854년 8월 3일(음력 7월 10일) 이복 서형이 태어났지만 어떤 이유인지 알 수 없는 이유로 바로 사망했다.
아버지 철종은 신하들이 지어 올린 소명(어린 아이일때 쓸 이름) 중 홍복, 장록, 윤중, 융준 중 융준을 택하였다.
원자 융준은 태어나자마자 바로 원자의 정호를 받고, 탄생 당일 원자궁이 세워졌다. 철종은 11월 2일 원자궁 처소의 문에 직접 이극문(貳極門)이라는 이름을 지어주기도 했다. 그해 11월 22일 관상감은 그의 태를 강원도 원주부 주천면(江原道原州府酒泉面, 현 영월군 주천면)의 복결산(伏結山) 하향임좌병향(下壬坐丙向)에 묻었다고 철종에게 보고하였다.
1859년(철종 10) 1월 27일 탄생 백일이 되는 날, 부왕 철종은 신하들에게 명을 내려 그의 소명을 짓게 하였다. 정원용은 즉석에서 홍복(洪福), 장록(長祿)이라 지었으나 철종은 웃으면서 다른 이름을 짓자 했고, 관료들은 윤중(胤重), 융준(隆俊)을 지어 올렸다. 철종은 그 중 융준이라는 이름을 택정하였다.
己未正月二十七日辰時, 上御大造殿。 時原任大臣·閣臣承候入侍, 在院承史, 益豊府院君, 耆社老人·宗親·儀賓·産室廳三提調同爲入侍時, 都承旨李裕元, 左承旨金益文, 右承旨朴麟夏, 左副承旨洪奭鍾, 右副承旨李晩運, 同副承旨徐相鼎, 記事官宋熙正·李寅命, 記注官金瑛默, 別兼春秋趙埰·沈履澤·金鶴根, 領議政鄭元容, 領府事金道喜, 判府事朴晦壽·金左根·趙斗淳, 檢校提學金炳國, 提學南秉哲·金輔根, 原任直提學金大根, 檢校直提學金炳德, 原任直提學申錫禧·趙然興, 直提學金炳㴤, 原任直閣鄭最朝·金始淵, 檢校直閣金德根, 檢校待敎金輔鉉·李容殷·趙秉協·金炳弼, 待敎徐相翊·益豊府院君洪在龍, 耆社老人李若愚·姜時永, 上護軍洪耆燮·永明尉洪顯周·東寧尉金賢根·南寧尉尹宜善, 産室廳提調金炳喬·李㘾以次進伏訖。 上曰, 史官分左右。 元容等進前奏曰, 數日來, 陽暉溫和, 聖體, 若何? 各殿問候訖。 元容等曰, 元子宮百日載屆, 睿質日就岐嶷, 大小群情歡悅慶忭之忱, 益切萬億磐泰之祝矣。 上曰, 祖宗積累之德, 長發其祥, 有此篤生之慶, 百日屆辰, 睿質益長, 予心之喜悅, 當何如, 而卿等與群情之抃祝, 尤當何如哉? 今日召見, 出於同慶之意矣。 元容等曰, 皇天眷顧, 祖宗默佑, 殿下誠孝孚格, 元良誕降, 宗社萬億之基, 肇自今日, 伏願益懋進德修業之工, 上答天心, 下副民望, 以爲迓景命鞏丕基之道焉。 上曰, 爲卿等之願瞻元子, 當令抱出軒中矣。 仍命開東方門戶, 令承候官, 抱元子出坐, 承候官金炳弼, 敬抱出坐, 永恩府院君金汶根隨後, 諸臣俱環立仰瞻。 上曰, 領相先爲親抱詳瞻也。 元容敬抱, 左根又敬抱。 元容曰, 仰瞻睿質, 天日之表, 金玉其相, 天縱之姿, 自異常人, 而岐嶷覃訏, 如經初度之時, 尤不勝萬萬慶祝矣。 仍跪元子前曰, 臣合今日登筵諸臣之年壽, 祝獻於元子宮矣。 上曰, 相人先觀眉目, 須更詳瞻也。 元容又爲仰瞻後奏曰, 眉目淸秀而眼彩尤炯然, 眞是神聖之姿也。 天所佑之, 宗社臣民之福也。 上笑曰, 卿言好矣。 今日慶會也。 元子小名, 當與卿等議定, 卿等思好字爲奏也。 元容等曰, 如洪字福字長字祿字, 俱好矣。 上笑曰, 俱好矣, 而猶未爲重矣。 予有所思之字, 果何如? 一則胤字重字, 一則隆字俊字也, 何字爲勝? 元容對曰, 俱果爲重, 而隆字俊字益重矣。 上曰, 予意亦然矣。 當以此爲定矣。 汶根請元子宮還次, 上可之。 炳弼敬抱元子, 還詣東房以下缺。— 승정원일기 2611책 (탈초본 125책) 1859년(철종 10년, 청 함풍 9년) 1월 27일 무술 13번째 기사

그의 소명, 뒷날 성인이 된 뒤에 이름을 개명하기 전에 임시로 지은 이름은 그가 태어나고 3개월만에 정해졌다.
1859년 3월 30일에는 철종은 원자 융준을 직접 안고 와서 신료들을 접견하였다.
1859년(철종 10)4월 23일 몸에 열병이 생겨 약방 관원들이 입진하였으나, 갑자기 사망하였다. 그가 어떤 질병으로 사망했는가 여부는 불분명하다. 4월 24일 철종은 원자상(元子喪)을 선언하고 병조판서와 훈련대장 등을 특별히 불렀다.

### 사후
원자상의 탈상 일자는 미상이나 1859년 이후의 승정원일기 기록에는 등장하지 않는다. 시신의 매장일자는 미상이며 경기도 고양군 연희면에 매장되었다.
조선왕조실록이나 승정원일기에는 그의 시호에 대한 기록이 없는데, 시호를 내렸는지 내리지 않았는지 여부는 불확실하다. 그가 죽은 뒤에도 서모 귀인 조씨(貴人 趙氏)에게서 1859년 11월 7일(음력 10월 13일) 아들 1명과 1861년 1월 15일 아들 1명이 태어났지만 태어나자마자 바로 사망했다. 그의 이복 동생들이 어떤 이유로 사망했는지 사망원인은 알 수 없다. 이후 철종에게는 아들이 태어나지 않았고, 효종과 영조의 실제 직계는 4년 후 그의 아버지 철종이 죽음으로써 단절되었다.
대한제국 수립 이후 부왕 철종과 모후 철인왕후는 황제, 황후로 추존되었지만 그는 태자로 추증되지 못하였다. 일제강점기 때에 경기도 고양군 원당면 원당리 서삼릉내 왕자, 왕녀 묘역에 이장되었다. 후에 일제 강점기 때의 연호를 비석에서 긁어서 11월 1일 외에 이장한 년도는 알 수 없다.

## 가족 관계
- 부왕 : 철종 원범(哲宗 元範, 1831년 7월 25일(음력 6월 17일) ~ 1864년 1월 16일(1863년 음력 12월 8일))
- 모후 : 철인왕후 안동김씨(哲仁王后 金氏, 1837년 4월 27일(음력 3월 23일) ~ 1878년 6월 12일(음력 5월 12일))
- 서모 : 숙의 범씨(淑儀 范氏, 1838년[2] ~ 1883년 음력 12월 26일)
  - 이복 여동생 : 영혜옹주(永惠翁主, 1859년 ~ 1872년 7월 4일) 또는 영숙옹주(永淑翁主)
  - 이복 매제 : 박영효
- 외할아버지 : 김문근(金汶根, 1801년 11월 25일 ~ 1863년 11월 6일)
- 외할머니 : 연양부부인 연안 이씨(延陽府夫人 延安 金氏, 1799년 ~ 1824년)
- 친 생조부 : 전계대원군 이광(全溪大院君 李㼅, 1785년 4월 29일/음력 3월 21일 ~ 1841년 12월 14일/음력 11월 2일), 염씨는 전계군의 첩이었다.
- 친 적조모 : 완양부대부인 최씨(完陽府大夫人 崔氏, 1804년 2월 19일 - 1840년 2월 19일)
- 친 생조모 : 용성부대부인 염씨(龍城府大夫人 廉氏, 1793년 7월 20일 - ?)

## 기타
그는 효종의 마지막 남자 후손이자 영조의 마지막 남자 후손이다. 또한 은언군의 마지막 남자 후손이기도 하다. 영조의 후손들 중 마지막 정실 소생 적장자이기도 했다.
은언군의 후손중 마지막 정실 후손이기도 했다.

## 같이 보기
- 조선 철종
- 철인왕후
- 전계대원군
- 전산군부인 이씨
- 용성부대부인
- 완양부대부인
- 이경응